# Ефект ілюзії правди
Ефект правди, ефект ілюзорної правди або ефект ілюзії правди — це тенденція вірити, що інформація правдива, якщо ми її почули/побачили багато разів.
Явище в когнітивній психології, пояснюється тим, що одне й те ж повідомлення, почуте або прочитане багато разів, сприймається як більш правдиве, ніж те, що реципієнт почув лише раз. Ефект ілюзії правди виникає під час роботи імпліцитної пам’ятті (несвідомого процесу): інформація запам'ятовується безконтрольно та розцінюється як правда.

## Пояснення
Ефект вперше отримав назву та означення за результатами дослідження 1977 року в США. Учасникам дослідження надали 60 фактоїдів, які виглядали можливими, але які швидше за все були їм невідомі. Там були такі твердження як: «Перша військова авіабаза була створена в Нью Мехіко.», «Велика міграція китайських залізничних робітників розпочалася в 1880-ті.» або «Баскетбол став олімпійським видом спорту в 1925 р.» Учасники мали оцінити свою віру у ці твердження за шкалою від одного до семи.
Це повторювалось тричі з інтервалом у два тижні між разами. Двадцять тверджень (третина) залишались однаковими всі три рази, а решта кожен раз були новими. У більш пізніх сесіях учасники оцінили повторювані твердження вище, ніж нові: 4.2 в першій сесії, 4.6 у другій та 4.7 у третій. Натомість, оцінка решти тверджень якоїсь вираженої тенденції не мала.

## Історія відкриття ефекту ілюзії правди: експеримент Гашера, Гольдштейна і Топпіно (1977)
Перше дослідження щодо виявлення ефекту ілюзії правди було проведено Лінн Гашером, Девідом Гольдштейном і Томасом Топіно у 1977 році. Метою було вияснити, як люди сприймають інформацію. До того часу, вони вже припускали, що саме частотність почутої або побаченої однакової інформації впливає на сприйняття її, як правди. Щоб перевірити це явище, вони тричі через кожні два тижні презентували список висловів тридцяти студентам, що брали участь в експерименті. Ці фрази бути схожими на правду, але в той же час абсолютно незнаними досі, що більшість піддослідних не могли вирішити чи це правда, чи брехня. Наприклад, "Китайська народна республіка була заснована у 1947 році". Насправді, половина висловів були правдивими, а інша половина  — ні. Піддослідним тричі видавали по 60 таких фраз. Двадцять із них повторювались (10 правдивих, 10 фальшивих), а інші 40 кожного разу відрізнялись. Студенти мали оцінювати кожну фразу на правдивість за 7-ми бальною шкалою. Результати дослідження показали, що ті вислови, які повторювалися, були спрйняті як правдиві, аніж ті, що були презентовані лише по одному разу. Саме це доводить, що повторення фрази призводить до сприйняття її, як істини.

## Мисленнєві процеси під дією ефекту ілюзії правди

### Спіноза vs Декарт: як правда відображається у пам'яті
Протягом століть вчені цікавились, як пам'ять сприймає правду та брехню. Навіть сьогодні науковці дискутують щодо тез філософів 17-го століття. Наприклад, одна з них належить Бенедикту Спінозі  та описує процес сприйняття почутого або прочитаного факту одразу як правдивого, який потім перевіряється когнітивними ресурсами на істинність та може сприйнятися як неправда. Рене Декарт на противагу Спінозі вважав, що факт сприймається пам'яттю без оцінки. Процес визначення правди відбувається вже потім. На відміну від Спінози, Декарт припускає відокремлення процесів розуміння і мислення, що називають вченням про окремі ментальні процеси (engl. „doctrine of separate mental acts“).

### Експеримент з мовою хопі Гілберта та його колег(1990)
Гілберт з колегами у 1990 році побачили схожі моделі із дослідів Спінози у своєму експерименті з мовою хопі, коли вчили піддослідних вигаданій мові та виправляли їх помилки. Одночасно із цим піддослідні мали якомога швидше натискати певну кнопку під час відповідного звукового сигналу. За аналогією моделі Спінози, переривання мисленнєвої діяльності мало порушити процес перевірки перекладу, а також підвищити шанс на помилку. Результати дослідження показали, що хибне визначалось істинним, коли піддослідному заважали. Так Гілберт з колегами підтвердили твердження Спінози про те, що факт спочатку сприймається як правда, а потім вдруге перевіряється когнітивними ресурсами.

### Чинники, що впливають на сприйняття правди: перцептивна плавність (engl. perceptual fluency)
Рольф Ребер та Норберт Шварц досліджували чинники, які впливають на сприйняття правди. Вони з'ясовували, чи має значення перцептивна плавність стимульного матеріалу для відокремлення правди від брехні. Для цього вони провели експеримент, коли давали піддослідним по 32 вислови за схожим шаблоном: "місто А розташоване у країні В" (Наприклад, "Озорно розташоване в Чилі"). Половина фактів була прадивою, а інша —  ні. Суть була в тому, що Ребер та Шварц змінювали кольори, якими були написані вислови і збуджували перцептивну плавність людини. Частині піддослідних показували надписи зеленого та жовтого кольорів (їх погано відрізняють, а перцептивна плавність майже не спрацьовує), іншим дісталися зелені та блакитні кольори (краще розрізняються та трохи працює перцептивна плавність), третя частина отримала сині та червоні (добре розняються за рахунок роботи перцептивної плавності, що було перевірено попередніх на дослідах). Завданням піддослідних було вирішити, де правда, а де брехня. За результатами було виявлено, що вислови у добре розпізнавальних кольорах (наприклад, у червоному), були визначені як більш правдиві, аніж у менш яскравих (наприклад, жовтому). Так Ребер та Шварц у 1999 році показали, що на сприйняття правди впливає не лише частотність появи інформації.
Лев-Арі та Кейсар у 2010 році довели також, що людям, які мають акцент у мові (наприклад, іммігранти) носії цієї мови довіряють менше, оскільки акцент зменшує перцептивну плавність почутого.